# Bidon collé
Il Bidon collé (lett. "borraccia incollata" in francese) è una pratica del ciclismo agonistico nella quale il ciclista, durante la fase di rifornimento, sfrutta la propulsione della vettura ammiraglia mantenendosi "incollato" con la mano alla borraccia, in modo da poter riprendere fiato, recuperare e/o ripartire con un maggiore slancio.

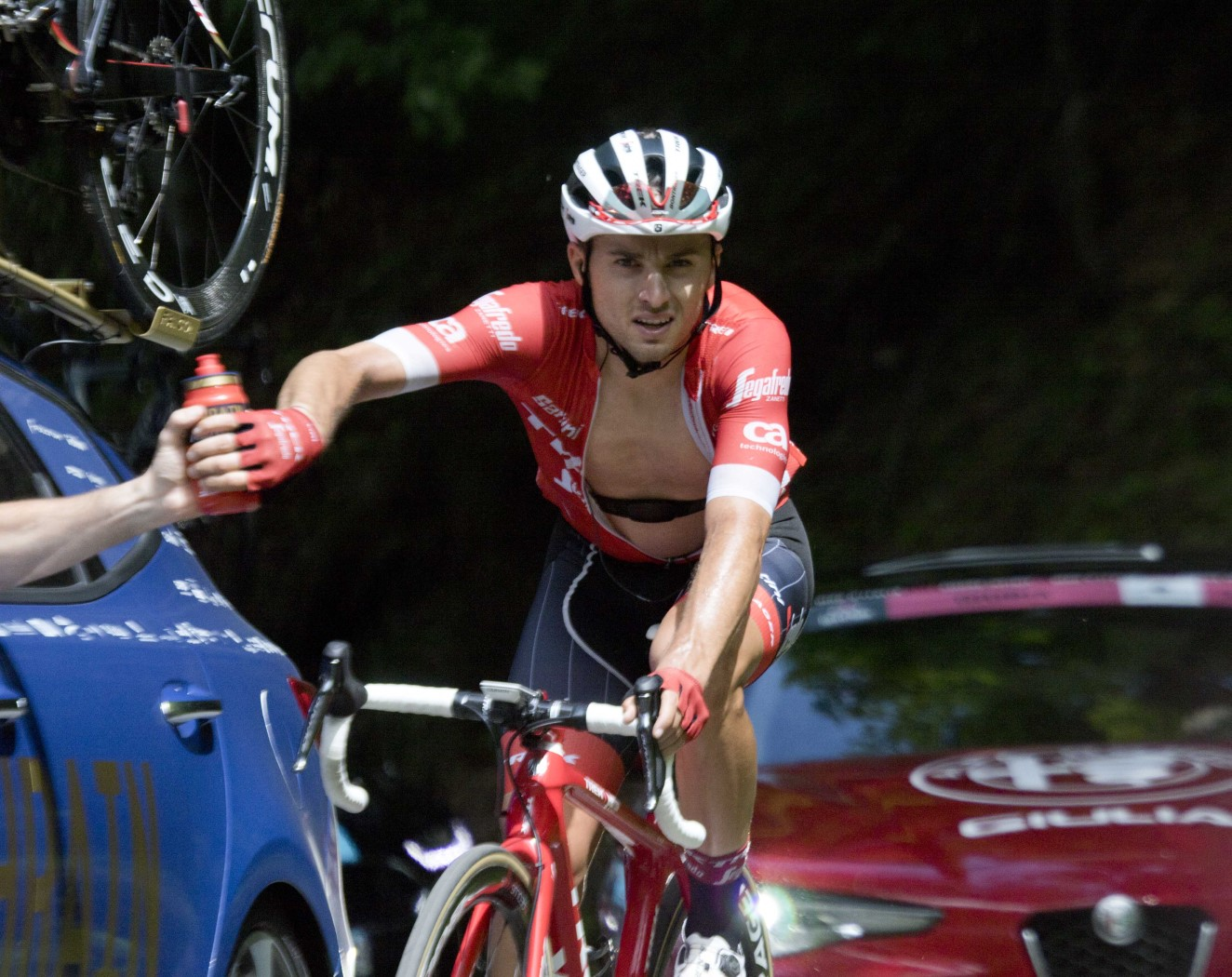
La pratica del bidon collé effettuata durante una tappa del Giro d'Italia

La pratica, universalmente considerata scorretta e antisportiva, è condannata dal regolamento UCI dello sport ciclistico e sanzionata con una multa di 200 franchi svizzeri, equivalenti a circa 200 euro.